# 小津夜景
小津 夜景（おづ やけい、1973年 - ）は、日本の俳人。現在、フランス在住。

## 経歴
1973年、北海道釧路市に生まれる。中学生の時に筒井康隆と安部公房の作品に傾倒し、特に安部公房の作品から実存主義に興味を持ち始め、キルケゴールやサルトルなどの作品などを読み始め、同志社大学の哲学科に進んだ。2000年に留学で渡仏。2013年に第3回攝津幸彦記念賞準賞受賞（「出アバラヤ記」）。2016年、句集『フラワーズ・カンフー』刊行。2017年に同句集で第8回田中裕明賞受賞。
2013年頃に、装丁に惹かれて高山れおなの句集を手に取ったことがきっかけで俳句に興味をもつ。攝津幸彦賞に応募したのも審査員の高山れおなに会いたかったため。
結社などに所属せず独学で俳句を学んだが、句集刊行の前後よりその完成度に驚きをもって迎えられた。《あたたかなたぶららさなり雨のふる》《ぷろぺらのぷるんぷるんと花の宵》といった作品で、音・韻律に対する優れた感覚や、先行する句を踏まえた批評性、独特の共感覚などが評価されている。
句集『フラワーズ・カンフー』（ふらんす堂）は、俳句のほかに若干の短歌や、漢詩と俳句、散文と俳句を組み合わせた作品も収録している。田中裕明賞の選考会では、同じく散文（短編小説）と俳句を組み合わせた中村安伸の句集『虎の夜食』（邑書林）と受賞を競った。

## 著書

### 句集
- 『フラワーズ・カンフー』ふらんす堂、2016年10月
- 『花と夜盗』書肆侃侃房、2022年11月

### その他
- 『カモメの日の読書　漢詩と暮らす』東京四季出版、2018年6月
- 『いつかたこぶねになる日　漢詩の手帖』素粒社、2020年11月

### 収録
- 『天の川銀河発電所 Born after 1968 現代俳句ガイドブック』佐藤文香編著、左右社、2017年8月